# Gotta Serve Somebody
Gotta Serve Somebody – piosenka z 1979 r. napisana przez Boba Dylana i nagrana przez niego w tym samym roku. Wydana została na albumie Slow Train Coming (1979) i na singlu (1979).
W 1980 roku za tę piosenkę Dylan zdobył nagrodę Grammy w kategorii „najlepszy męski wokal rockowy” (Best Rock Vocal Performance, Male). Była to jego pierwsza nagroda Grammy w karierze solowej. W 2015 r. amerykański magazyn muzyczny „Rolling Stone” (Special Edition) umieścił tę piosenkę na 43. miejscu listy „100 największych piosenek Boba Dylana” (100 Greatest Bob Dylan Songs).

## Historia
Utwór ten został nagrany w Muscle Shoals Sound Studio w Sheffield w Alabamie 4 maja 1979 r. Była to piąta sesja nagraniowa tego albumu. Producentem sesji byli Jerry Wexler i Barry Beckett.
Dylan zmieniał się często, jednak żadna jego zmiana nie była tak piorunująca jak jego konwersja na chrześcijaństwo, przyjęcie Jezusa jako swego zbawcy oraz pisanie i wykonywanie religijnego, a właściwie gospelowego czy też chrześcijańskiego rocka.
Dylan twierdził, że podczas jego tournée w 1978 r. w pokoju hotelowym w Phoenix ukazał mu się Jezus. Skutkiem tego już na początku 1979 r. zaczął uczęszczać do szkoły biblijnej. Gdy wszedł w maju tego roku do studia nagraniowego, miał już zupełnie inne nastawienie do życia i muzyki.
Mimo że piosenka ta stała się najbardziej znaną z całego tego okresu w życiu Dylana, pierwotnie nie była przeznaczona do wydania na albumie. Odrzucił ją producent Jerry Wexler i według Dylana, musiał on dosłownie walczyć, aby ten utwór umieścić na płycie. W tym wypadku instynkt nie zawiódł artysty i piosenka zdobyła nagrodę Grammy za „najlepszy męski wokal rockowy”.
Dylan zadebiutował z tą piosenką w listopadzie 1979 r. w amerykańskim programie telewizyjnym Saturday Night Live, a w 1980 r. podczas ceremonii wręczania nagród Grammy wykonał tę piosenkę z solo na harmonijce ustnej. Wykonywał następnie ten utwór na koncertach zasadniczo aż do końca lat 80. XX w. Po dłuższej przerwie powrócił do wykonywania tej piosenki na koncertach w 1999 r. W 2001 r. wykonywał ją podczas występów w bardzo wolnym tempie.
Zapewne utwór powstał, przynajmniej częściowo, pod wpływem piosenki „Little Black Train”, najbardziej znanej z aranżacji i wykonania przez Woody’ego Guthrie wydanej na albumie Woody Guthrie with Cisco Houston and Sonny Terry, Volume 1. Występuje wyraźne podobieństwo strukturalne obu piosenek, a także poszczególne wersy wykazują podobieństwo do piosenki spopularyzowanej przez Guthriego. Chociaż Dylan nie posługuje się alegorią pociągu tak jak Guthrie, to jednak przeniósł ją na cały album zatytułowany Slow Train Coming.

## Tekst
Stosunkowo proste słowa piosenki są właściwie wyliczanką wielu postaci z ostateczną konkluzją, że każda z nich musi służyć wyższej mocy: „To może być diabeł, lub to może być Pan, ale będziesz musiał komuś służyć”.

## Personel
- Bob Dylan – gitara, wokal
- Mark Knopfler – gitara
- Tim Drummond – gitara basowa
- Barry Beckett – instrumenty klawiszowe; organy
- Pick Withers – perkusja
- Harrison Calloway Jr. – trąbka
- Ronnie Eades – saksofon barytonowy
- Harvey Thompson – saksofon tenorowy
- Charlie Rose – puzon
- Lloyd Barry – trąbka
- Carolyn Dennis, Helena Springs, Regina Havis – chórki

## Listy przebojów
| Kraj | Lista             | Pozycja | Źr.   |
| ---- | ----------------- | ------- | ----- |
| CA   | „RPM” Top Singles | 23      | [ 6 ] |
| US   | Hot 100           | 24      | [ 7 ] |

Listy końcoworoczne
| Kraj | Lista                 | Pozycja | Źr.   |
| ---- | --------------------- | ------- | ----- |
| CA   | „RPM” Top 200 Singles | 162     | [ 8 ] |

## Dyskografia
Singel
- „Gotta Serve Somebody"/„Trouble in Mind” wydany 20 sierpnia 1979 r.

Albumy
- 1979: Slow Train Coming
- 1985: Biograph
- 1989: Bob Dylan /The Grateful Dead Dylan & The Dead
- 1994: Bob Dylan's Greatest Hits, Volume 3
- 2000: Bob Dylan na albumie różnych wykonawców The Sopranos: Music from the HBO Series
- 2007: Dylan

## W popkulturze
John Lennon stworzył parodię piosenki zatytułowaną „Serve Yourself”.
W 1983 r. brytyjski reżyser John David Wilson nakręcił 6-minutowy film animowany do piosenki Dylana; krótkometrażowa kreskówka była w 1984 r. jednym z kandydatów (29) do listy nominowanych animacji dorocznej nagrody Oscara i była wyświetlana w ramach przygotowań do dorocznego wydarzenia.
W 2002 r. w reklamie amerykańskiego serialu policyjnego Prawo ulicy, emitowanego premierowo na kanale HBO zapożyczono i zacytowano tekst piosenki „Gotta Serve Somebody”.

## Inni wykonawcy
- 1983: David Allan Coe – Castles in the Sand
- 1986: Luther Ingram – Luther Ingram
- 1993: Dead Ringers – Dead Ringers
- 1993: Casino Steel – Casino Steel
- 1993: Mesa – Mesa
- 1993: Judy Collins – Judy Sings Dylan... Just Like a Woman
- 1994: Pops Staples – Father Father
- 1994: Booker T. and the MGs – That’s the Way It Should Be
- 1995: Johnny Q. Public – Extra-Ordinary
- 1996: Gary Hoey – Bug Alley
- 1998: Phil Driscoll – Live with Friends
- 1998: Insol – Insol
- 1999: Natalie Cole – Snowfall on the Sahara
- 1999: Mavis Staples na albumie różnych wykonawców Tangled Up in Blues: The Songs of Bob Dylan
- 2000: Devo – Recombo DNA
- 2000: Rolling Thunder – The Never Ending Rehearsal
- 2000: Scott Holt – Dark of the Night
- 2000: Nona Hendryx – Rhythm & Spirit: Love Can Build a Bridge
- 2000: Etta James – Matriarch of the Blues
- 2000: Marva Wright – Let Them Talk
- 2001: Rich Lerner – Napoleon in Rags
- 2003: Aaron Neville – Believe
- 2003: Jools Holland i Marianne Faithfull – Jools Holland & His Rhythm & Blues Orchestra: Small World Big Band Volume 2, More Friends
- 2003: Shirley Caesar – album różnych wykonawców Gotta Serve Somebody: The Gospel Songs of Bob Dylan
- 2003: Shirley Caesar – album różnych wykonawców Masked and Anonymous